# Blauen
Blauen (toponimo tedesco) è un comune svizzero di 694 abitanti del Canton Basilea Campagna, nel distretto di Laufen.

## Storia
Fino al 1993 fece parte del Canton Berna.

## Monumenti e luoghi d'interesse

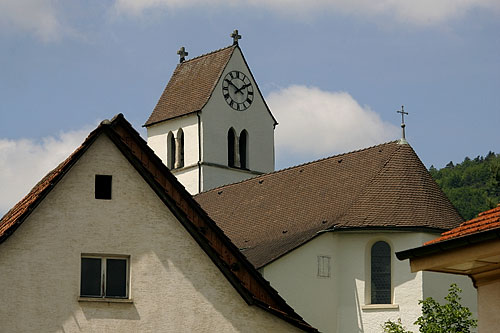
La chiesa cattolica di San Martino

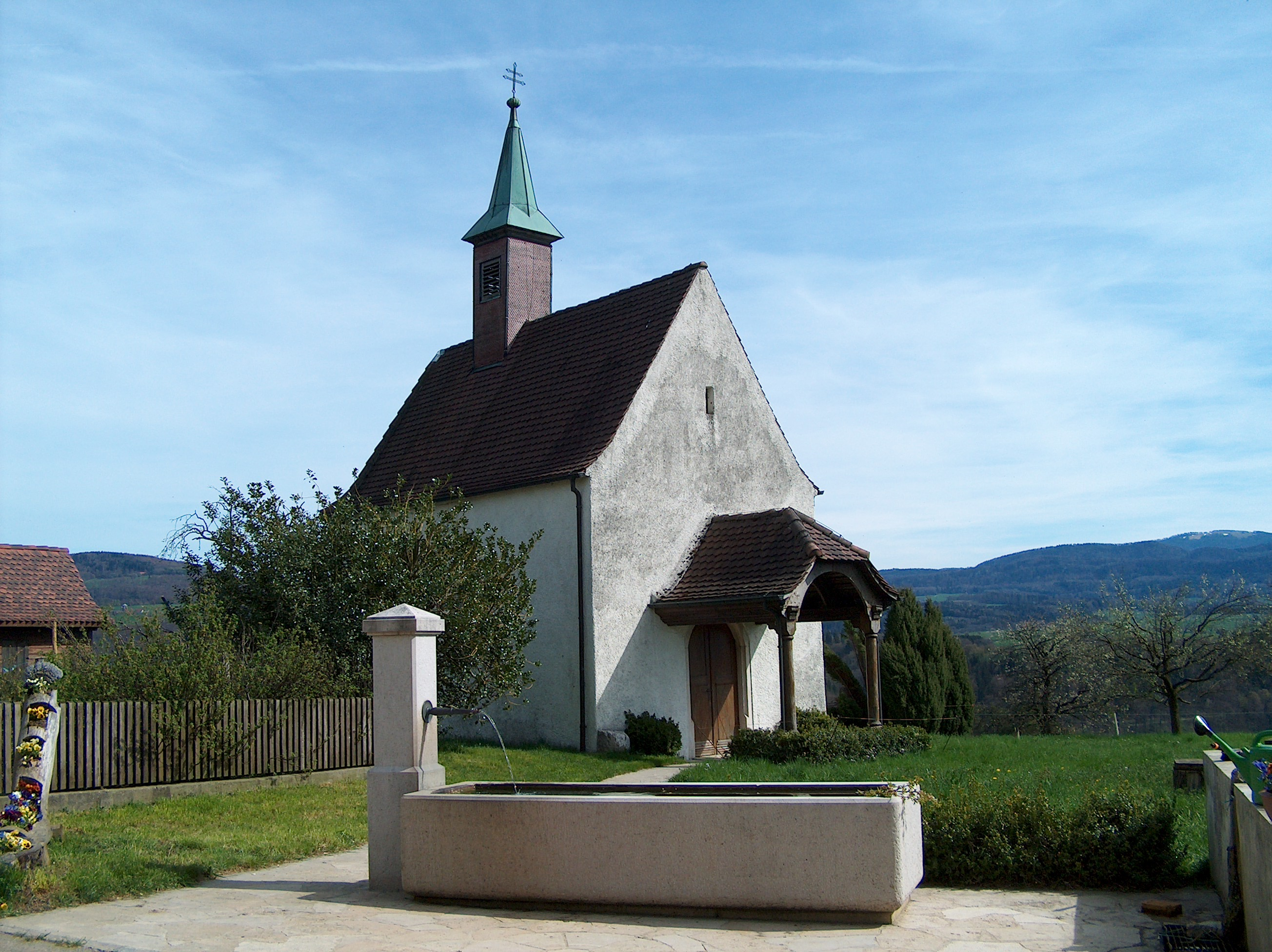
La cappella cattolica di San Wendelino

- Chiesa cattolica di San Martino, eretta nel 1726[1];
- Cappella cattolica di San Wendelino, eretta nel 1666[1].

## Società

### Evoluzione demografica
L'evoluzione demografica è riportata nella seguente tabella:
Abitanti censiti

## Amministrazione
Ogni famiglia originaria del luogo fa parte del cosiddetto comune patriziale e ha la responsabilità della manutenzione di ogni bene ricadente all'interno dei confini del comune.